# City Cup 1997-1998 (pallamano maschile)
La City Cup 1997-1998 è stata la 5ª edizione del quarto torneo europeo, dopo la Champions League, la Coppa delle Coppe e la EHF Cup, riservato alle squadre di club di pallamano maschile.

Esso è stato organizzato dall'European Handball Federation, la federazione europea di pallamano.

La competizione è iniziata il 3 ottobre 1997 e si è conclusa il 25 aprile 1998.

Il torneo è stato vinto dalla compagine tedesca del TUS Nettlestedt Lubecca per la 2ª volta consecutiva nella sua storia.

## Formula
Il formato del torneo prevedeva dei turni di qualificazione disputati mediante la formula dell'eliminazione diretta con incontri di andata e ritorno.

## Primo turno
| Squadra 1                  | Squadra 2            | Andata                      | Ritorno                     | Totale  |
| -------------------------- | -------------------- | --------------------------- | --------------------------- | ------- |
| Dynamo Astrachan'          | KIF Kolding          | Astrachan', 5 ottobre 1997  | Kolding, 12 ottobre 1997    | 48 - 45 |
| Dynamo Astrachan'          | KIF Kolding          | 26 - 20                     | 22 - 25                     | 48 - 45 |
| ESN Vrilissia              | SL Benfica           | Atene, 4 ottobre 1997       | Lisbona, 12 ottobre 1997    | 33 - 56 |
| ESN Vrilissia              | SL Benfica           | 21 - 26                     | 12 - 30                     | 33 - 56 |
| HC Dukla Praga             | IFK Skövde           | Praga, 4 ottobre 1997       | Skövde, 12 ottobre 1997     | 43 - 47 |
| HC Dukla Praga             | IFK Skövde           | 24 - 19                     | 19 - 28                     | 43 - 47 |
| Polytechnic-Dinamo Donec'k | Paris Saint-Germain  | Donec'k, 4 ottobre 1997     | Parigi, 11 ottobre 1997     | 41 - 45 |
| Polytechnic-Dinamo Donec'k | Paris Saint-Germain  | 19 - 24                     | 22 - 21                     | 41 - 45 |
| RK Mladost Bogdanci        | KS Warszawianka      | Bogdanci, 5 ottobre 1997    | Bogdanci, 6 ottobre 1997    | 70 - 56 |
| RK Mladost Bogdanci        | KS Warszawianka      | 36 - 29                     | 34 - 27                     | 70 - 56 |
| Prule 67 Lubiana           | HB Dudelange         | Lubiana, 4 ottobre 1997     | Dudelange, 11 ottobre 1997  | 52 - 44 |
| Prule 67 Lubiana           | HB Dudelange         | 32 - 23                     | 20 - 21                     | 52 - 44 |
| RK Metkovic                | SC Pick Szeged       | Metković, 4 ottobre 1997    | Seghedino, 11 ottobre 1997  | 45 - 47 |
| RK Metkovic                | SC Pick Szeged       | 19 - 18                     | 26 - 29                     | 45 - 47 |
| Vrbas Figrad               | SSV Brixen           | Bressanone, 3 ottobre 1997  | Bressanone, 5 ottobre 1997  | 45 - 48 |
| Vrbas Figrad               | SSV Brixen           | 22 - 26                     | 23 - 22                     | 45 - 48 |
| UMFA Mosfellsbaer          | UHC Stockerau        | Mosfellsbær, 4 ottobre 1997 | Stockerau, 11 ottobre 1997  | 66 - 63 |
| UMFA Mosfellsbaer          | UHC Stockerau        | 35 - 28                     | 31 - 35                     | 66 - 63 |
| V&L Geleen                 | Trabzon Belediyespor | Geleen, 4 ottobre 1997      | Trebisonda, 11 ottobre 1997 | 59 - 64 |
| V&L Geleen                 | Trabzon Belediyespor | 37 - 27                     | 22 - 37                     | 59 - 64 |
| Fibrex Savinesti           | HC Herstal Liège     | Bacău, 5 ottobre 1997       | Liegi, 11 ottobre 1997      | 49 - 43 |
| Fibrex Savinesti           | HC Herstal Liège     | 28 - 24                     | 21 - 19                     | 49 - 43 |
| Kadetten Schaffhausen      | Maistas Klaipeda     | Sciaffusa, 10 ottobre 1997  | Sciaffusa, 11 ottobre 1997  | 71 - 49 |
| Kadetten Schaffhausen      | Maistas Klaipeda     | 36 - 21                     | 35 - 28                     | 71 - 49 |

## Ottavi di finale
| Squadra 1               | Squadra 2             | Andata                       | Ritorno                        | Totale  |
| ----------------------- | --------------------- | ---------------------------- | ------------------------------ | ------- |
| Academia Octavio Vigo   | Kadetten Schaffhausen | Vigo, 8 novembre 1997        | Sciaffusa, 16 novembre 1997    | 62 - 50 |
| Academia Octavio Vigo   | Kadetten Schaffhausen | 32 - 27                      | 30 - 23                        | 62 - 50 |
| IFK Skövde              | Fibrex Savinesti      | Skövde, 8 novembre 1997      | Bacău, 16 novembre 1997        | 51 - 44 |
| IFK Skövde              | Fibrex Savinesti      | 27 - 18                      | 24 - 26                        | 51 - 44 |
| Paris Saint-Germain     | SC Pick Szeged        | Parigi, 8 novembre 1997      | Seghedino, 16 novembre 1997    | 43 - 45 |
| Paris Saint-Germain     | SC Pick Szeged        | 24 - 19                      | 19 - 26                        | 43 - 45 |
| Dynamo Astrachan'       | SSV Brixen            | Astrachan', 8 novembre 1997  | Bressanone, 15 novembre 1997   | 45 - 50 |
| Dynamo Astrachan'       | SSV Brixen            | 28 - 20                      | 17 - 30                        | 45 - 50 |
| SG Wallau-Massenheim    | Prule 67 Lubiana      | Rüsselsheim, 9 novembre 1997 | Lubiana, 15 novembre 1997      | 59 - 36 |
| SG Wallau-Massenheim    | Prule 67 Lubiana      | 29 - 15                      | 30 - 21                        | 59 - 36 |
| SL Benfica              | Trabzon Belediyespor  | Lisbona, 8 novembre 1997     | Trebisonda, 15 novembre 1997   | 57 - 50 |
| SL Benfica              | Trabzon Belediyespor  | 27 - 20                      | 30 - 30                        | 57 - 50 |
| IL Runar                | UMFA Mosfellsbaer     | Runar, 9 novembre 1997       | Mosfellsbær, 16 novembre 1997  | 56 - 59 |
| IL Runar                | UMFA Mosfellsbaer     | 30 - 25                      | 26 - 34                        | 56 - 59 |
| TUS Nettlestedt Lubecca | RK Mladost Bogdanci   | Lubecca, 8 novembre 1997     | Wilhelmshaven, 9 novembre 1997 | 72 - 45 |
| TUS Nettlestedt Lubecca | RK Mladost Bogdanci   | 39 - 26                      | 33 - 19                        | 72 - 45 |

## Quarti di finale
| Squadra 1             | Squadra 2               | Andata                        | Ritorno                       | Totale  |
| --------------------- | ----------------------- | ----------------------------- | ----------------------------- | ------- |
| UMFA Mosfellsbaer     | IFK Skövde              | Mosfellsbær, 22 febbraio 1998 | Skövde, 28 febbraio 1998      | 46 - 49 |
| UMFA Mosfellsbaer     | IFK Skövde              | 25 - 18                       | 21 - 31                       | 46 - 49 |
| SC Pick Szeged        | TUS Nettlestedt Lubecca | Seghedino, 21 febbraio 1998   | Lubecca, 28 febbraio 1998     | 48 - 54 |
| SC Pick Szeged        | TUS Nettlestedt Lubecca | 22 - 25                       | 26 - 29                       | 48 - 54 |
| Academia Octavio Vigo | SL Benfica              | Vigo, 21 febbraio 1998        | Lisbona, 28 febbraio 1998     | 55 - 47 |
| Academia Octavio Vigo | SL Benfica              | 32 - 22                       | 23 - 25                       | 55 - 47 |
| SSV Brixen            | SG Wallau-Massenheim    | Bressanone, 7 febbraio 1998   | Rüsselsheim, 21 febbraio 1998 | 35 - 46 |
| SSV Brixen            | SG Wallau-Massenheim    | 18 - 23                       | 17 - 23                       | 35 - 46 |

## Semifinali
| Squadra 1             | Squadra 2               | Andata                     | Ritorno                | Totale  |
| --------------------- | ----------------------- | -------------------------- | ---------------------- | ------- |
| SG Wallau-Massenheim  | TUS Nettlestedt Lubecca | Rüsselsheim, 21 marzo 1998 | Lubecca, 28 marzo 1998 | 52 - 54 |
| SG Wallau-Massenheim  | TUS Nettlestedt Lubecca | 30 - 30                    | 22 - 24                | 52 - 54 |
| Academia Octavio Vigo | IFK Skövde              | Vigo, 21 marzo 1998        | Skövde, 28 marzo 1998  | 46 - 51 |
| Academia Octavio Vigo | IFK Skövde              | 25 - 26                    | 21 - 25                | 46 - 51 |

## Finali
| Squadra 1  | Squadra 2               | Andata                 | Ritorno                 | Totale  |
| ---------- | ----------------------- | ---------------------- | ----------------------- | ------- |
| IFK Skövde | TUS Nettlestedt Lubecca | Skövde, 18 aprile 1998 | Lubecca, 25 aprile 1998 | 45 - 49 |
| IFK Skövde | TUS Nettlestedt Lubecca | 22 - 24                | 23 - 25                 | 45 - 49 |

## Campioni
| Vincitore della City Cup 1997-1998 |
| ---------------------------------- |
| TUS Nettlestedt Lubecca 2º titolo  |